# The House of the Rising Sun
The House of the Rising Sun est une chanson traditionnelle de folk américaine. Elle est aussi connue sous le nom de Rising Sun Blues. De nombreuses versions de la chanson existent, car elle a été reprise maintes fois. 
La version commerciale la plus connue, enregistrée en 1964 par le groupe de rock britannique The Animals, a été un succès international, numéro 1 au Royaume-Uni, aux États-Unis et au Canada.
La chanson est interprétée en français par Johnny Hallyday sous le nom Le Pénitencier.

## Origine
La chanson raconte l'histoire d'une vie qui a mal tourné à La Nouvelle-Orléans. La dite « maison » (house) pourrait désigner une maison close, un établissement de jeu, voire une prison, mais l'existence ou non de l'établissement a donné lieu à de nombreuses spéculations. La signification varie selon l'interprète : le point de vue peut être celui d'une prostituée ou d'un jeune homme corrompu par le jeu et l'alcool, selon que l'interprète soit un homme ou une femme. De nombreuses versions invitent également un frère, un parent ou des enfants à éviter le même sort.
Comme c'est le cas pour plusieurs classiques de la folk, l'auteur de The House of the Rising Sun est inconnu. Les musicologues pensent qu'elle est basée sur la tradition des « ballades populaires » (broadside ballads) et, thématiquement, elle a une certaine ressemblance avec la ballade du XVIe siècle intitulée The Unfortunate Rake. 
Selon Alan Lomax, « Rising Sun » était le nom donné à une maison de débauche dans deux chansons anglaises traditionnelles, et c'était aussi une appellation usitée pour des pubs anglais. Il suggère également que la mélodie pourrait être liée à une chanson populaire du XVIIe siècle, Lord Barnard and Little Musgrave, également connue sous le titre Matty Groves,, mais une enquête de Bertrand Bronson n'a montré aucune relation claire entre les deux chansons. Lomax suppose que l'emplacement de la maison a ensuite été déplacé d'Angleterre à la Nouvelle-Orléans par des interprètes blancs du Sud des États-Unis. Quant à lui, Vance Randolph propose une origine française, « le soleil levant » (rising sun) faisant alors référence à l’utilisation décorative du symbole du soleil en cours à l’époque de Louis XIV et qui aurait été introduit en Amérique du Nord par des immigrants français.
House of Rising Sun aurait été connue des mineurs en 1905. La plus ancienne publication des paroles connue est celle imprimée par Robert Winslow Gordon en 1925, dans une chronique intitulée Old Songs That Men Have Sung dans le magazine Adventure. Les paroles de cette version commencent ainsi,
There is a house in New Orleans, it's called the Rising Sun
It's been the ruin of many a poor girl
Great God, and I for one
Le plus ancien enregistrement connu de la chanson, sous le titre Rising Sun Blues, est de Clarence « Tom » Ashley et Gwen Foster, des artistes originaires des Appalaches, qui l’ont gravée en 1928,. Ashley disait qu'il l'avait apprise de son grand-père, Enoch. Roy Acuff, un disciple et vieil ami d'Ashley, l'a apprise de lui et l'a enregistrée sous le nom de Rising Sun le 3 novembre 1938,. Plusieurs enregistrements de blues plus anciens ayant des titres semblables sont pourtant sans relation, par exemple, Rising Sun Blues d'Ivy Smith et Cow Cow Davenport (1927) ou The Risin' Sun de Texas Alexander (1928).
La chanson fait partie de celles collectées par le folkloriste Alan Lomax, qui, avec son père John, était conservateur des Archives of American Folk Song pour la Bibliothèque du Congrès. Lors d'une expédition avec sa femme dans l'est du Kentucky, Lomax installe son appareil d'enregistrement à Middlesboro, chez le chanteur et militant Tilman Cadle. En 1937, il enregistre une prestation de Georgia Turner, la fille d’un mineur local âgée de 16 ans. Il l'a appelé The Rising Sun Blues. Lomax a plus tard enregistré une version différente chantée par Bert Martin et une troisième chantée par Daw Henson, deux chanteurs de l'est du Kentucky. Dans son recueil de chansons de 1941, Our Singing Country, Lomax attribue les paroles à Turner avec des références à la version de Martin.

### Anciennes interprétations folk et blues
Woody Guthrie enregistre la chanson en 1941. Un enregistrement réalisé en 1947 par Libby Holman et Josh White (qui écrit également de nouvelles paroles et musiques qui seront ensuite popularisées dans les versions de nombreux autres artistes) est publié en 1950 par Mercury Records. White a appris la chanson en Caroline du Nord vers 1923-1924 auprès d'un « chanteur blanc de musique hillbilly » qui aurait pu être Ashley. Lead Belly enregistre deux versions de la chanson, en février 1944 et en octobre 1948, respectivement intitulées In New Orleans et The House of the Rising Sun ; la dernière est enregistrée lors de sessions qui seront ensuite utilisées pour l'album Lead Belly's Last Sessions (Smithsonian Folkways, 1994).
En 1957, Glenn Yarbrough enregistre la chanson pour Elektra. La chanson est également attribuée à Ronnie Gilbert sur un album de The Weavers sorti à la fin des années 1940 ou au début des années 1950. Pete Seeger publie une version sur Folkways en 1958, rééditée par Smithsonian Folkways en 2009. Andy Griffith l'enregistre sur son album de 1959 Andy Griffith Shouts the Blues et Old Timey Songs. En 1960, Miriam Makeba enregistre la chanson sur son album éponyme.
Joan Baez l'enregistre en 1960 sur son premier album éponyme ; elle interprète fréquemment la chanson en concert tout au long de sa carrière. Nina Simone enregistre sa première version pour l'album Nina at the Village Gate en 1962. Tim Hardin la chante sur This is Tim Hardin, enregistré en 1964 mais pas sorti avant 1967. Les Chambers Brothers ont enregistré une version sur Feelin' the Blues, parue sur Vault Records (1970).

### Version de Dave Van Ronk
Fin 1961, Bob Dylan enregistre la chanson pour son premier album, sorti en mars 1962. Cette version ne comporte pas de nom d'auteur, mais les notes de pochette indiquent que Dylan a appris cet arrangement de la chanson par Dave Van Ronk. Dans une interview pour le documentaire No Direction Home, Van Ronk déclare qu'il avait déjà l'intention d'enregistrer la chanson, mais que Dylan a copié son arrangement. Van Ronk l'enregistre peu après pour l'album Just Dave Van Ronk (1964).

« Je l'avais appris dans les années 1950, d'un enregistrement de Hally Wood, la chanteuse et collectrice texane, qui l'avait elle-même obtenu d'un enregistrement sur le terrain d'Alan Lomax par une femme du Kentucky, Georgia Turner. Je lui ai donné un tour différent en modifiant les accords et en utilisant une ligne de basse descendante en demi-ton - une progression assez courante dans le jazz, mais inhabituelle chez les chanteurs folk. Au début des années 1960, la chanson était devenue l'une de mes pièces emblématiques et je pouvais difficilement sortir de la scène sans la faire.
Puis, un soir de 1962, j'étais assis à ma table habituelle à l’arrière du Kettle of Fish, et Dylan est venu s’asseoir. Il était aux studios Columbia avec John Hammond, pour son premier album. Il était très mystérieux à propos de tout ça, et personne que je connaisse n’avait assisté à aucune des sessions, hormis sa femme Suze. Je l'ai cuisiné, mais il est resté vague. Tout allait bien, puis : « Hey, serais-tu OK si j'enregistrais ton arrangement d'House of the Rising Sun ? » Oh merde ! « Mon dieu, Bobby, je vais en studio pour la faire moi-même dans quelques semaines. Ca ne pourrait pas attendre ton prochain album ? » Long silence. « Oh-oh ». Je n'ai pas aimé ça. « Que veux-tu dire exactement par oh-oh » ? « Et bien, dit-il timidement, je l'ai déjà enregistrée ». »

Van Ronk, qui avait arrangé la chanson à la fin des années 1950, son arrangement servant de base à celui des Animals, reprocha à Bob Dylan de l'avoir enregistrée sans lui demander la permission. Plus tard, lorsque la version des Animals devint un succès international, il envisagea de les poursuivre, mais, raconte-t-il, « je découvris qu'il était impossible de protéger un arrangement par copyright ».

## Autres versions

### The Animals
Singles de The Animals
Baby Let Me Take You Home
(1964) I'm Crying
(1964)
Pistes de The Animals
Blue Feeling
Une interview d’Eric Burdon a révélé qu’il avait d’abord entendu la chanson dans un club de Newcastle, en Angleterre, où elle était interprétée par le chanteur folklorique du Northumberland, Johnny Handle.
The Animals étaient en tournée avec Chuck Berry et l'ont choisie parce qu'ils voulaient chanter quelque chose de différent. La version des Animals déplace le récit du point de vue initial d'une femme entraînée dans une vie de déchéance à celui d'un homme dont le père est un joueur et un ivrogne, plutôt que l'adorable personne des versions précédentes.
Les Animals commencent à jouer leur propre version lors de cette tournée, l'utilisant pour clore le show, afin de se différencier des numéros qui se terminaient toujours par des rockers bruts. Le public a eu une réaction énorme, convainquant le producteur Mickie Most, initialement réticent, qu’elle avait un potentiel, et, pendant les interruptions de la tournée, le groupe s’est rendu dans un petit studio sur Kingsway à Londres pour l'enregistrer.

#### Enregistrement et parution
La chanson est enregistrée en une seule prise le 18 mai 1964, et commence par le désormais célèbre arpège de guitare électrique en accord mineur de Hilton Valentine,. Selon lui, il s'est contenté de reprendre la séquence d'accords de Dylan et l'a jouée en arpège. La prestation s'envole avec la voix de Burdon, décrite successivement comme « hurlante », « mélancolique », ou encore « ...profonde et graveleuse comme Newcastle, la ville minière du nord-est de l'Angleterre qui l'a engendrée ». 
Pour finir, la partie d'orgue palpitante d'Alan Price (jouée sur un Vox Continental) complète l'orchestration. Burdon dira plus tard, « nous cherchions une chanson qui saisirait l'attention des gens ».
Ainsi enregistrée, House of the Rising Sun dure quatre minutes trente, ce qui est considéré comme beaucoup trop long pour un single pop à l'époque. Most, le producteur, qui au départ ne voulait pas vraiment enregistrer la chanson, dit à cette occasion: « Tout était au bon endroit… Cela n'a pris que 15 minutes, alors je ne peux pas m'accorder un grand mérite pour la production ». Il était néanmoins maintenant un partisan de la chanson et l'a sorti en single dans toute sa durée, en déclarant : « Nous vivons dans le monde de microsillon maintenant, nous le sortirons ».
Aux États-Unis, cependant, le single original (MGM 13264) est une version écourtée de 2 minutes 58. La réédition Golden Circle de la MGM (KGC 179) comporte la version inédite de 4:29, bien que l'étiquette du disque indique toujours le temps de lecture de 2:58. C'est la version courte qui figure sur The Animals, premier album américain du groupe en 1964, tandis que la version complète est incluse plus tard dans la compilation The Best of The Animals, leur meilleure vente d'album de 1966 aux États-Unis. Néanmoins, la toute première version américaine de la version intégrale se trouve dès 1965 sur une compilation de différents groupes intitulée Mickie Most Presents British Go-Go (MGM SE-4306), dont la pochette indique Original uncut version sous le titre House of the Rising Sun. Les Américains peuvent aussi entendre la version complète dans le film musical Go Go Mania au printemps 1965.
House of the Rising Sun ne figure sur aucun des albums britanniques du groupe, mais est rééditée deux fois au cours des décennies suivantes, atteignant le numéro 25 en 1972 et le numéro 11 en 1982, en utilisant le célèbre orgue de Wittselbach.[réf. nécessaire]
La version des Animals est interprétée en mesures ternaires à deux temps (6/8), au lieu des quatre mesures (4/4) de la plupart des versions précédentes. Seul Alan Price est crédité pour les arrangements. Selon Burdon, c'est simplement parce qu'il n'y avait pas assez de place pour nommer les cinq membres du groupe sur l'étiquette du disque, et le prénom Alan est le premier dans l'ordre alphabétique. Toutefois, cela signifie que seul Price a perçu des droits d'auteur pour ce tube, fait qui a causé de l'amertume depuis, surtout chez Valentine,.

#### Accueil
House of the Rising Sun est un succès transatlantique : après avoir atteint le sommet du UK Singles Chart en juillet 1964, il grimpe en tête du Billboard Hot 100 deux mois plus tard, le 5 septembre 1964, où il se maintient trois semaines, et devient le premier numéro un de la British Invasion sans lien avec les Beatles. C'est ce morceau qui les fait connaître dans les deux pays et ça devient leur chanson phare. La chanson est également un succès dans un certain nombre d’autres pays, dont l’Irlande, où elle a atteint la 10e place.
Selon John Steel, Bob Dylan lui a confié que lorsqu’il a découvert la version des Animals sur son autoradio, il s'est arrêté pour écouter, a « bondi hors de sa voiture » et « frappé sur le capot », l'incitant à se tourner vers l'électrique. Dave Van Ronk affirme que la version des Animals - comme celle de Dylan avant elle - était basée sur son arrangement de la chanson.
Dave Marsh décrit House of the Rising Sun des Animals comme « ...le premier tube du Folk rock », sonnant « comme s'ils avaient relié l'ancienne chanson à un fil électrique ». L'auteur Ralph McLean de la BBC convient que c'est « sans doute le premier air de folk-rock », le qualifiant de « single révolutionnaire », après quoi « le visage de la musique moderne a changé pour toujours ».
L'interprétation par The Animals est reconnue comme l'un des classiques de la musique pop britannique. L'écrivain Lester Bangs la qualifie de « réarrangement brillant » et de « nouvelle interprétation de référence d'une ancienne composition de référence ». 
Elle figure au 122e rang de la liste des « 500 plus grandes chansons de tous les temps » du magazine Rolling Stone. C'est aussi l'une des « 500 chansons qui ont façonné le rock and roll » du Rock and Roll Hall of Fame. La RIAA l'a classé no 240 sur la liste des « chansons du siècle ». En 1999, elle reçoit le Grammy Hall of Fame Award. Elle est depuis longtemps devenu un incontournable des radios classic rock. Un sondage réalisé en 2005 par Channel Five l’a classé au quatrième rang des chansons préférées des Britanniques.
En 2007, un CD parait en Allemagne qui contient 20 versions historiques de la chanson, intitulé House of the Rising Sun - One Song Collection - 20 Versions.

#### Classement
| Chart (1964)                           | Peak position |
| -------------------------------------- | ------------- |
| Belgique (Flandre Ultratop 50 Singles) | 5             |
| Canada (Hot 100)                       | 1             |
| Allemagne (Media Control AG)           | 9             |
| Pays-Bas (Single Top 100)              | 5             |
| Royaume-Uni (UK Singles Chart)         | 1             |
| États-Unis (Hot 100)                   | 1             |

### Frijid Pink
Singles de Frijid Pink
God Gave Me You
(1969) Sing a Song for Freedom
(1970)
En 1969, le groupe de Détroit, Frijid Pink, enregistre une version psychédélique de House of the Rising Sun, qui devient un succès international en 1970. Leur interprétation est en 4/4 mesures (comme celle de Van Ronk ou les plus anciennes, et contrairement à celle des Animals en 6/8), et est menée par la guitare distordue de Gary Ray Thompson avec des effets de fuzz et de wah-wah, appuyée contre la batterie frénétique de Richard Stevers.
Selon Stevers, l'enregistrement d'House of the Rising Sun est improvisé alors qu'il reste du temps à la fin de la session réservée au groupe dans les studios de Tera Shirma. Stevers fait écouter ensuite des extraits de cette session à Paul Cannon, le père de sa petite-amie, qui est directeur musical de WKNR, la première radio rock de Détroit. Stevers se souvient : « nous avons tout écouté et Cannon ne disait pas grand chose. Puis House of the Rising Sun a commencé, et j'ai immédiatement éteint parce que ce n'était pas vraiment quelque chose que je voulais qu'il entende ». Cependant, Cannon se montre intrigué et demande à écouter la piste en entier. Puis lui il lui conseille de dire à Parrot (leur label) de laisser tomber God Gave Me You (le single actuel du groupe) et de sortir plutôt celle-ci.
L'aventure du House of the Rising Sun de Frijid Pink dans les charts débute le 6 janvier 1970 à la 29e place du hit parade de la WKNR, pour se classer en 7e position du Billboard Hot 100 le 4 avril 1970. Le disque est certifié disque d'or en mai avec plus d'un million d'exemplaires vendus.
Le single offre à Frijid Pink son plus large succès international, avec le Top 10 atteint en Autriche (numéro 3), en Belgique (région flamande, 6e), au Canada (3e), au Danemark (3e), en Allemagne (deux semaines au numéro 1), Grèce, Irlande (7e), Israël (4e), aux Pays-Bas (3e), en Norvège (sept semaines au numéro 1), Pologne (2e), Suède (6e), Suisse (2e) et au Royaume-Uni (4e). Le single se classe également en Australie (14e) et en Italie (54e).
Certification
| Région                                                                                                 | Certification | Ventes/Streams |
| --- | ------------- | -------------- |
| États-Unis (RIAA)                                                                                      | Or            | 1 000 000      |
| *Ventes selon la certification ^Mise en rayon selon la certification xNon précisé par la certification |               |                |

### Autres
En 1973, Jody Miller reprend le titre qui se classe 41e dans le Billboard Adult Contemporary. En septembre 1981, Dolly Parton sort une reprise de la chanson. Elle est extraite de son album 9 to 5 and Odd Jobs. La version de Parton atteint la 77e place du Billboard Hot 100. 
The House of the Rising Sun (ou Rising Sun Blues) est également repris par un grand nombre d'autres artistes dans tous les styles. On en connait plus de 300 versions,. Parmi les plus célèbres, on trouve notamment :
- Lonnie Donegan sur l'album Lonnie Rides Again (1959)
- Odetta sur Sometimes I Feel Like Cryin' (1962)
- Marie Laforêt dans quatre versions différentes, en anglais sur les EP Blowin' in the Wind  (1963) et Autour du monde (1969), en français sous le titre Jamais plus jamais (inédit 1964 paru en 2020), en japonais sous le titre tatta hitori dake (1964)
- Marianne Faithfull sur la face B du single Blowin' In The Wind (1964) puis sur l'album Come My Way (1965)
- The Supremes sur l'album A Bit of Liverpool (1964)
- Ramblin' Jack Elliott sur Jack Elliott (1964)
- The Ventures sur Walk, Don't Run Vol. 2 (1964)
- Bobby Fuller en 1964, paru sur l'album Live Again (1984)
- The Platters sur The New Soul of The Platters - Campus Style (1965)
- Duane Eddy en face B du single Don't Think Twice, It's Alright (1965)
- Waylon Jennings enregistre une version avec des paroles et un arrangement différents intitulée The Real House of the Rising Sun, parue en single en 1965.
- Billy Lee Riley sur In Action (1966)
- Lonnie Youngblood avec Jimi Hendrix en 1966 ; cette version est parue sur In the Beginning (1972)[42]
- The Everly Brothers sur The Hit Sound of The Everly Brothers (1967)
- Henry Mancini and his Orchestra sur Mancini '67 (1967)
- Conway Twitty sur To See My Angel Cry / That's When She Started to Stop Loving You (1970)
- Red Allen sur Allengrass (1973)
- Geordie (avec Brian Johnson) sur Don't Be Fooled by the Name (1974)
- The Beatles, sur un album de bootlegs intitulé Sweet Apple Trax vol. 1 (1974)[43]
- Leslie West (The Rising Sun Blues) sur The Great Fatsby (1975)
- Santa Esmeralda (The House of the Rising Sun + Quasimodo Suite) sur Santa Esmeralda II - The House of the Rising Sun (1977)
- Demis Roussos sur Attitudes (1982)
- Colette Magny, sur Chansons pour Titine (1983), album réédité sous le titre Blues (1999)
- Le groupe belge The Dirty Scums chante The House of the Dirty Scums sur l'album Full Speed Ahead! en 1987.
- Tracy Chapman sur la compilation Rubáiyát - Elektra's 40th Anniversary (1990)
- Gregory Isaacs sur Pardon Me! (1992)
- Sinéad O'Connor sur le CD 4 titres Fire on Babylon (1994)
- Peter, Paul and Mary sur Life Lines (1995)
- Bon Jovi en live sur le CD single Hey God (1996)
- The Walkabouts sur la compilation Death Valley Days - Lost Song and Rarities, 1985 to 1995 (1996)
- Bachman-Turner Overdrive en single, extrait de la compilation Trial by Fire: Greatest and Latest (1996)
- Toto sur Through the Looking Glass (2002)
- Muse sur la compilation caritative NME in association with Warchild presents 1 Love (2002)
- Cat Power sur Live Session (iTunes Exclusive) - EP  (2006)
- Walls of Jericho sur l'album Redemption (2008)
- Dick Annegarn sur Folk Talk  (2011)
- Five Finger Death Punch sur The Wrong Side of Heaven and the Righteous Side of Hell, Volume 2 (2013)
- Krokus, sur l'album Big Rocks (2017)
- alt-J sur Relaxer (2017)
- Ramin Djawadi pour la saison 1 de la série télévisée Westworld (2016) (Bande-originale, instrumental)
- Rebecca Emely version acoustique

### Adaptations
À la suite du succès international des Animals, la chanson est adaptée en de nombreuses langues.
En 1964, Hugues Aufray et Vline Buggy adaptent The House of the Rising Sun en français pour Johnny Hallyday sous le titre Le Pénitencier. Johnny Hallyday enregistre aussi une version en allemand intitulée Das alte Haus in New Orleans,. Elle est interprétée dans la même langue par le groupe belge The Cousins (1964), puis par la chanteuse Gitte Hænning sous le titre Die Nacht (1981).
La chanson est interprétée en espagnol par le groupe Lone Star sous le titre La Casa del Sol Naciente (1964), puis par le groupe argentin Los de Fuego (1964), Frida Boccara (1965) et Alejandra Guzmán (1989), entre autres.
Lasse Mårtenson la chante en finnois (Nousevan auringon talo, 1964), Miki Jevremović en serbo-croate (Kuća izlazećeg sunca, 1964) et Karel Gott en tchèque (Dům u bílých bran, 1977).
Elle est adaptée en japonais par la chanteuse Maki Asakawa sous le titre Asahi no ataru ie (1971), et par le groupe Mucc sous le titre Robert no Thema (album Aishuu, 2001).
En 1987, le groupe polonais Kult reprend la chanson alors intitulée Dom wschodzącego słońca pour son premier album[réf. nécessaire]. 
En 1998, le groupe américain Public Enemy adapte ce fameux titre folk en House of the Rising Son, qui sort sur son sixième album : la bande originale de He Got Game, un film du réalisateur et producteur de cinéma Spike Lee. Cette fois, texte et orchestration musicale son totalement originales. Pourtant l'esprit noir du « talking blues » descriptif reste fidèle à la tradition concernant cette chanson sans âge.
En 2011, pour son album Troubador since 1948, Hugues Aufray enregistre sa propre version du Pénitencier, ainsi qu'une autre adaptation de The House of the Rising Sun intitulée L'hôtel du soleil levant sur un texte plus proche de l'original.
Il en existe aussi des versions en italien, norvégien, néerlandais, touvain et chinois de The House of the Rising Sun.